# Aachchübel
Aachchübel är en bergstopp i Schweiz. Den ligger i distriktet Plessur och kantonen Graubünden, i den östra delen av landet, 180 km öster om huvudstaden Bern. Toppen på Aachchübel är 2 495 meter över havet.